# Mesotitanidae
Mesotitanidae (др.-греч. μέδοζ — средний и τιτάν — гигант) — вымершее семейство хищных новокрылых насекомых с неполным превращением из надотряда Archaeorthoptera. Одни из самых крупных насекомых в истории Земли.

## Строение
Тело продолговатое. Голова более или менее треугольная с мощными, зазубренными на конце челюстями. Усики длинные, нитевидные. Переднеспинка седловидная, со свешивающимися вниз боковыми лопастями. Передние ноги хватательные, с двумя рядами крупных острых шипов по внутренней стороне голени. Средние и задние ноги бегательные. Лапки 5-члениковые, с хорошо развитой присоской между коготками. Крылья хорошо развиты, передние кожистые, задние перепончатые; в покое складывались плоско на спине. Самки имели короткий наружный яйцеклад, лишенный каких-либо шипов или насечек. Церки короткие, нечленистые.
Представители известны своими размерами: некоторые экземпляры рода Gigatitan достигали 40 см в размахе крыльев.
Длина надкрылья 40-160 мм. Жилка RS расположенна в проксимальной части крыла, вблизи или проксимадально развилке MA. Есть, видимо, стридуляционный аппарат, состоящий из трех расширенных областей (RS—MA1, MA1—MA2, MA2—MP), пересеченных изолированными и прямыми поперечными жилками, более или менее параллельными и одинаково удаленными друг от друга.
Ископаемые остатки этих насекомых найдены в отложениях триасового периода Евразии и Австралии (279,3—237,0 миллионов лет назад).

## Классификация
На февраль 2025 семейство включает 7 родов:
- †Clatrotitan McKeown, 1937
- †Jubilaeus Sharov, 1968
- †Gigatitan Sharov, 1968
- †Mesotitan Tillyard, 1916
- †Mesotitanodes Sharov, 1968
- †Tcholmanvissiella Gorochov, 1987
- †Prototitan Sharov, 1968